# Allopoda arizonica
Allopoda arizonica là một loài bọ cánh cứng trong họ Scraptiidae. Loài này được Schaeffer miêu tả khoa học năm 1917.